# 哀愁 (映画)
『哀愁』（あいしゅう、原題：Waterloo Bridge）は、1940年のアメリカ合衆国の恋愛映画。監督はマーヴィン・ルロイ。主演はヴィヴィアン・リーとロバート・テイラー。
もともとは劇作家ロバート・E・シャーウッド作の2幕の舞台劇（Waterloo Bridge）として1930年6月6日にブロードウェイで初演されたもので、1931年にジェームズ・ホエール監督で映画化されている（邦題『ウォタルウ橋』、原題同じ）。舞台と1931年の映画では、クローニン大尉はカナダ軍兵士である。
本作で主演のヴィヴィアン・リーは、前年製作の『風と共に去りぬ』では乱世を生き抜く強い女性を演じたが、本作では、か弱い踊り子を演じている。

## ストーリー
1939年9月3日、第二次世界大戦序盤の英独開戦の日。イギリスがドイツへ宣戦布告し、開戦により慌ただしくなるロンドンの街。ロイ・クローニン大佐はフランスへ赴くことになる。ウォータールー駅へ車で向かう途中、彼はウォータールー橋へ立ち寄ると、運転手に橋の向こうで待つように告げて歩き出す。その手には幸運のお守りのビリケン人形があった。ロイはその人形を見つめ、彼がまだ大尉であった時に出会ったあるバレエの踊り子の事を思い出す。
舞台は、第一次世界大戦中に遡る。ロンドン市内には空襲警報が鳴り響いていた。イギリス軍将校のロイ・クローニン大尉（ロバート・テイラー）とバレエの踊り子マイラ・レスター（ヴィヴィアン・リー）はウォータールー橋でめぐり会う。空襲警報で逃げ遅れたマイラとともに、2人は地下鉄の駅へ逃げ込み体を寄せ合う。
明日戦地へ向かうというロイに、その夜、劇場での公演があるマイラはビリケン人形を渡す。ロイは大佐との食事があると告げてマイラと別れるが予定を変更し、マイラが出演するオリンピック劇場へと足を運び、彼女の演技（『白鳥の湖』）を鑑賞した後、食事へ誘おうと彼女に手紙を出す。しかしマイラが所属するバレエ団では団長のマダム・キーロワが目を光らせており、そういった色恋事が禁じられていたのだ。手紙の返事として食事の誘いを断る旨をマイラは書かされたが、友人キティの機転によりロイと食事が出来る事になる。
レストラン「キャンドルライト・クラブ」で待ち合わせたロイとマイラは、楽しいひと時を過ごし、閉店前の最後の曲として『別れのワルツ』（「オールド・ラング・サイン」/「蛍の光」のアレンジ）が流れる。演奏の終わりに近づくにつれ、楽団は少しずつキャンドルを消していく。2人はダンスをしながら、ついに口づけを交わす。その帰り道で2人はもう会えないだろうと話す。その際にロイはマイラに彼女が「人生に何も期待していないのではないか」と問う。マイラはその理由が「たとえ誰かを好きになったとしても、結局は戦争によって離れ離れになってしまうから」とロイに告げる。
翌日、雨が降りしきる中、マイラが窓の外を見るとフランスへ向かったはずのロイの姿が目に入る。驚いた彼女は大慌てで支度をし、ロイの元へ駆け寄る。彼はフランス行きが2日延期になったことを告げ、マイラに結婚しようと話す。急な事でためらうマイラをよそに自分の気持ちはもう決まっているとロイは伝える。将校は勝手に結婚できないため、上官に報告するため兵舎に向かう。そこで、彼の上官で連隊長の叔父の許可を得る。指輪と花を購入して聖マタイ教会へと向かう。ところが、牧師の説明で「午後3時以降はできない」という法律によってこの日の結婚は叶わず。式は翌日11時に行うことを約束する。
マイラは友人キティと踊り子仲間に明日結婚することを報告して、劇場に向かおうとするも、ロイからの連絡が入る。突然の召集でロンドンを急に発ち、戦場へ向かうことが告げられる。公演に間に合わないが、ロイを見送るためにマイラはウォータールー駅へと向かう。ロイが乗る列車が出発した直後に駅に到着し、プラットフォームを駆け出して車中のロイを見つけるも、お互い一声かける程度しか会えなかった。悲しみの中、マイラは公演所へと赴くも、バレエ公演には遅刻する。そこでマイラは彼女を庇ったキティとともにマダム・キーロワから解雇されてしまう。
マイラとキティの2人は仕事が見つからず、生活は貧しかった。ある日、ロイの母であるマーガレット夫人（ルシル・ワトソン）が赤十字病院の仕事を休んで、ロンドンに上京し、マイラに会いに来るという。マイラは精一杯身なりを整えて、喫茶店で待ち合わせるが、たまたま目にした新聞にはロイの戦死の情報が載っていた。気絶して目覚めた後に、ロイが戦死したことをまだ知らないマーガレットと会うが、動揺しているマイラは「ロイのことを話す必要ない」という態度を取ってしまう。マーガレットはそんなマイラを好ましく思わず、またの機会にと告げてその場を去る。
希望を失い、貯金が尽きてきたマイラはキティがどの様にお金を稼いでいるのか疑問を抱く。ロイの事があってから調子が優れなかった彼女のためにキティが娼婦として稼いでいた事を知ったマイラは、自分自身が死んでしまえばと思うようになるまでに気が滅入ってしまう。ウォータールー橋にたたずんでいたマイラは、声をかけてきた男に虚ろな瞳で応え、ついに娼婦に身を落とす。
そしてある日、いつものように客を探していた駅で目にしたのは、戦死したはずのロイの姿だった。偶然の再会を喜ぶロイに対し、マイラは号泣する。ドイツの収容所に送られたがスイスに脱走したこと、母親も来てくれたこと、連絡がつかなくて不安だったことをロイは話す。つらい思いを経験したマイラに、ロイは「今後はこれからは安心して暮らせる」「これから泣くのは幸せな時だけだ」と話す。マイラには娼婦になったという影が付きまとい、ロイにその事を言えずにいた。
ロイの強い説得で、マイラはロイと結婚することを決意し、キティに別れを告げてロイの故郷スコットランドへと赴く。ロイはマイラを屋敷に招待し、母マーガレットや執事、そして叔父の公爵に会わせる。マイラはロイの家族の優しさや暖かさに触れ、次第にクローニン家へ受け入れられていくのを感じる。夜には舞踏会が開かれ、思い出の曲「別れのワルツ」の中、マイラはロイとの幸せを強く噛みしめる。しかし、過去を拭い切れず、優しくされる一方で罪悪感を募らせていく。そして舞踏会の晩、マイラはマーガレットに全てを打ち明ける。マーガレットはそんな彼女を受け入れようとする。夫人の部屋から出たマイラはロイと会う。ロイは彼女に、これからは一心同体だという思いを込めてビリケン人形を返す。
しかし、マイラはロイに置き手紙を残し屋敷を去り、ロンドンへ帰ってしまう。マイラを追ってロンドンに戻ったロイは彼女の下宿先を訪ねる。しかしそこにマイラの姿はなく、彼女の友人であるキティと再会する。マイラにどんな秘密があろうとも、それでも彼女を捜し出すと訴えるロイを、キティはマイラのいる可能性のある場所に連れて行く。場末の酒場や、いかがわしいダンスホール、そしてウォータールー駅など、ロイはマイラの身に何が起きていたかをようやく理解し、彼女がもう二度と自分の前に現れないことを悟る。
その頃、マイラは当てもなく歩いた後、ロイと初めて出会ったウォータールー橋に来ていた。その目にかつて抱いた希望の光はなく、吸い込まれるように彼女は軍用トラックに身を投げて自ら命を絶ってしまう。事故現場にはあのビリケン人形が落ちていた。
再び1939年、ロイは「私が愛しているのは、これからもずっとあなただけ。それが真実。」という彼女の言葉を最後に思い返す。そして貰った幸福のお守りを手に、マイラとの思い出の場所であるウォータールー橋を後にする。

## キャスト
| 役名                     | 俳優                     | 日本語吹替                                                                                    | 日本語吹替                                                                | 日本語吹替                                                                                               | 日本語吹替    | 日本語吹替  |
| 役名                     | 俳優                     | 東京12ch版                                                                                    | 日本テレビ版                                                              | PDDVD版                                                                                                  | JAL機内上映版 | 機内上映版2 |
| ------------------------ | ------------------------ | --------------------------------------------------------------------------------------------- | ------------------------------------------------------------------------- | --- | ------------- | ----------- |
| マイラ・レスター         | ヴィヴィアン・リー       | 武藤礼子                                                                                      | 佐々木優子                                                                | 岡本章子                                                                                                 | 岡本茉莉      | 谷育子      |
| ロイ・クローニン         | ロバート・テイラー       | 納谷悟朗                                                                                      | 津嘉山正種                                                                | 小山力也                                                                                                 |               |             |
| マーガレット・クローニン | ルシル・ワトソン         | 鈴木光枝                                                                                      | 太田淑子                                                                  | 拓植夏子                                                                                                 |               |             |
| キティ                   | ヴァージニア・フィールド | 富永美沙子                                                                                    | 小山茉美                                                                  | 深水由美                                                                                                 |               |             |
| マダム・キーロワ         | マリア・オースペンスカヤ | 関弘子                                                                                        | 遠藤晴                                                                    | 棚田恵美子                                                                                               |               |             |
| 陸軍連隊長               | C・オーブリー・スミス    | 高塔正康                                                                                      | 北村弘一                                                                  | 秋元羊介                                                                                                 |               |             |
| モーリン                 | ジャネット・ショー       |                                                                                               |                                                                           | |               |             |
| エルサ                   | ジャネット・ワルドー     |                                                                                               |                                                                           | |               |             |
| リディア                 | ステフィ・デューナ       |                                                                                               |                                                                           | |               |             |
| シルビア                 | ヴァージニア・キャロル   |                                                                                               |                                                                           | |               |             |
| グレース                 | エレノア・スチュワート   |                                                                                               |                                                                           | |               |             |
| 警官                     | レオ・G・キャロル        |                                                                                               |                                                                           | |               |             |
| 不明 その他              | N/A                      | 稲葉まつ子 上田敏也 吉沢久嘉 中島喜美栄 宮内幸平 飯塚昭三 八代駿 塚田恵美子 白石冬美 山本嘉子 | 清川元夢 塚田正昭 竹村拓 さとうあい 増山加穂 稲葉由香子 藤井朝子 坂本広海 | 大塚智則 織間雅之 小浅和大 すぎもと恭子 七瀬みーな 雪邑ヒナタ 渡邉絵理 山野海 前田昌巳 井口泰之 市川智英 |               |             |

- 東京12ch版：初回放送1972年10月5日『木曜洋画劇場』21:00-23:14
- 日本テレビ版：初回放送1990年1月2日『新春映画劇場』※ノーカット
- PDDVD版：パブリックドメインDVDに収録。
- 機内上映版2：1990年制作・JALの機内上映に使用。

## スタッフ
- 監督: マーヴィン・ルロイ
- 製作: シドニー・フランクリン
- 原作: ロバート・E・シャーウッド（英語版）『Waterloo Bridge』
- 脚本: S・N・バーマン（英語版）、ハンス・ラモー（英語版）、ジョージ・フローシェル（英語版）
- 撮影: ジョセフ・ルッテンバーグ
- 編集: ジョージ・ベームラー
- 音楽: ハーバート・ストサート（英語版）

### 日本語版
- 字幕翻訳：鯉沼二郎（公式ソフト）

| 日本語吹替 | 東京12ch版         | 日本テレビ版   | PDDVD版                                       |
| ---------- | ------------------ | -------------- | --------------------------------------------- |
| 演出       | 小林守夫           | 壷井正         | 粂田剛                                        |
| 翻訳       | 森田瑠美           | 高間俊子       | 馬島陽子                                      |
| 調整       | 前田仁信           | 飯塚秀保       | 遠西勝三 出田美穂                             |
| 効果       | 重秀彦 TFCグループ | スリーサウンド | 赤澤勇二                                      |
| 制作       | 東北新社           | グロービジョン | コスモプロモーション ミックエンターテイメント |
| 制作       | 東京12ch           | 日本テレビ     | マックスター                                  |

## エピソード
- ヴィヴィアン・リーは撮影中に、まだ夫だったハーバード・リー・ホルマンに「ロバート・テイラーが映画の中の男で、これはラリー（ローレンス・オリビエのこと）に書かれた役なので、役違いの見本のようなものです」と手紙を書いて送っている[6]。当時ヴィヴィアン・リー自身が離婚提起したローレンス・オリビエが共同被告になっている離婚訴訟中のことであった[6]。
- クラブで「オールド・ラング・サイン（蛍の光）」の3拍子版が演奏され、ヴィヴィアン・リーとロバート・テイラーが曲に合わせて踊り、キャンドルが1つずつ消されていく場面がある。この楽曲のアレンジは原盤が存在しないため、後に日本国内でレコード化される際は、「ユージン・コスマン」名義で古関裕而が採譜・アレンジし「別れのワルツ」という題で発表されている。主に公共施設や商業施設の閉店時に用いられる楽曲はこの曲である。
- ヴィヴィアン・リーは、自身の出演作の中で最も好きな作品であると述べている[7]。

## 作品の評価
Rotten Tomatoesによれば、5件の評論のうち高評価は80%にあたる4件で、平均点は10点満点中6.4点となっている。